# Consiglio di presidenza della Corte dei conti
Nell'ordinamento italiano il Consiglio di presidenza della Corte dei conti (CPCdC) è l'organo di autogoverno dei magistrati della Corte dei conti, ossia della magistratura contabile.
Il Consiglio di presidenza della Corte dei conti è stato introdotto dall'art. 10 della legge 13 aprile 1988, n. 117, in analogia al Consiglio Superiore della Magistratura. La sua composizione è stata in seguito modificata dal decreto legislativo 7 febbraio 2006, n. 62, e nuovamente dall'art. 11 della legge 4 marzo 2009, n. 15.

## Struttura
Il Consiglio di presidenza della Corte dei conti ha sede a Roma, presso la Corte dei conti, ed è composto da:
- il Presidente della Corte dei conti, che lo presiede;
- il Procuratore generale della Corte dei conti;
- il Presidente aggiunto della Corte dei conti o, in sua assenza, il presidente di sezione più anziano;
- da quattro membri eletti, due dalla Camera dei deputati e due dal Senato della Repubblica a maggioranza assoluta, tra i professori ordinari in materie giuridiche o gli avvocati con venti anni di esercizio professionale;
- quattro membri eletti da e tra i magistrati della Corte dei conti.

I componenti elettivi durano in carica quattro anni e non sono nuovamente eleggibili per i successivi otto anni.
Alle adunanze partecipa il Segretario generale della Corte dei conti, senza diritto di voto.

## Funzioni
Il Consiglio di presidenza della Corte dei Conti:
- verifica i titoli di ammissione dei componenti eletti dai magistrati e decide sui reclami attinenti alle elezioni;
- disciplina con regolamento interno il proprio funzionamento;
- formula proposte per l'adeguamento e l'ammodernamento delle strutture e dei servizi;
- svolge attività di monitoraggio sulla produttività dei magistrati;
- cura la formazione e l'aggiornamento dei magistrati;
- esamina il bilancio della Corte dei conti e formula proposte anche in merito agli aspetti organizzativi e strutturali dei servizi;
- può disporre ispezioni o promuovere indagini conoscitive;
- delibera
  - sulle assunzioni, assegnazioni di sedi e di funzioni, trasferimenti, promozioni, conferimento di uffici direttivi e su ogni altro provvedimento riguardante lo stato giuridico dei magistrati;
  - sui provvedimenti disciplinari riguardanti i magistrati;
  - sul conferimento ai magistrati di incarichi estranei alle loro funzioni;
  - sulle piante organiche del personale di magistratura;
  - sul collocamento fuori ruolo dei magistrati;
  - su ogni altra materia ad esso attribuita dalla legge.

## Attuale composizione
La composizione attuale è disponibile sul sito della Corte dei Conti
Fonte: 